# Nemertesia cymodocea
Nemertesia cymodocea är en nässeldjursart som först beskrevs av Busk 1851.  Nemertesia cymodocea ingår i släktet Nemertesia och familjen Plumulariidae. Inga underarter finns listade i Catalogue of Life.